# L'asse di equilibrio
L'asse d'equilibrio è un album del cantautore italiano Giorgio Gaber, registrato nel 1967 e pubblicato nel febbraio del 1968.

## Il disco
Gli arrangiamenti sono di Giorgio Casellato, autore anche di alcune musiche (anche se la sua firma non appare in copertina).
La canzone L'orologio venne presentata in anteprima, con alcune differenze nel testo e nella musica, nella quinta puntata del programma Diamoci del tu, il 24 aprile 1967.

## La ristampa in CD
L'album è stato ristampato in CD nel 2002 con alcune bonus track.
La libertà di ridere era il lato B di E allora dai, presentata al Festival di Sanremo 1967; Gulp gulp era la sigla della trasmissione tv Diamoci del tu, condotta dallo stesso Gaber con Caterina Caselli, sul retro del relativo 45 giri compariva Snoopy contro il Barone Rosso (cover di Snoopy vs. the Red Baron dei Royal Guardsmen).
Dopo la prima sera era apparsa, unico inedito, nell'LP antologico Mina & Gaber: un'ora con loro (1965), condiviso una facciata ciascuno con Mina; la versione di Gaber di Te lo leggo negli occhi, composta da Sergio Endrigo e Sergio Bardotti originariamente per Dino, era uscita (come era stato per altri due brani sempre non originali) in una serie di 45 giri di formato ridotto, detti "dischi tascabili", che la RIFI allegava allora alla rivista Pop.
Il sogno non era mai stata pubblicata in precedenza, sebbene fosse stata cantata in playback il 10 aprile 1967. nella terza puntata del programma Diamoci del tu. Il brano Ciao ciao ciao Majorca era uscito in Spagna, dove Gaber proprio con questo brano aveva vinto la quarta edizione del Festival Internazionale della Canzone di Maiorca (26-28 maggio 1967).

## Brani
LATO A
1. Una canzone come nasce (testo di Herbert Pagani; musica di Giorgio Gaber) - 1:20
2. Un uomo che dal monte (testo di Giorgio Gaber; musica di Giorgio Casellato e Giorgio Gaber) - 3:57
3. Parole parole (testo di Federico Monti Arduini; musica di Giorgio Gaber e Giorgio Casellato) - 3:00
4. Canta (testo di Herbert Pagani; musica di Tony De Vita) - 4:08
5. L'asse d'equilibrio (testo di Herbert Pagani; musica di Giorgio Gaber) - 2:44
6. L'orologio (testo di Giorgio Gaber; musica di Giorgio Casellato e Giorgio Gaber) - 2:52

LATO B
1. La vita dell'uomo (testo di Herbert Pagani; musica di Giorgio Gaber) - 2:41
2. La chiesa si rinnova (testo di Giorgio Gaber; musica di Giorgio Casellato e Giorgio Gaber) - 3:28
3. Suona chitarra (testo di Federico Monti Arduini; musica di Giorgio Gaber e Renato Angiolini) - 2:45
4. Eppure sembra un uomo (testo di Giorgio Gaber; musica di Giorgio Casellato e Giorgio Gaber) - 3:31
5. Immagini (testo di Giorgio Gaber; musica di Giorgio Casellato e Giorgio Gaber) - 2:22
6. La corsa (testo di Giorgio Gaber; musica di Giorgio Casellato e Giorgio Gaber) - 3:03

BONUS TRACKS PRESENTI NELLA RISTAMPA IN CD:
1. La libertà di ridere (testo di Giorgio Gaber; musica di Horel e Giorgio Gaber)  - 2:26
2. Gulp gulp (testo di Umberto Simonetta e Italo Terzoli; musica di Giorgio Gaber e Renato Angiolini) - 2:02
3. Snoopy contro il Barone Rosso testo di Giorgio Gaber; testo originale e musica di Phil Gernhard e Dick Holler) - 2:30
4. Dopo la prima sera (testo di Giorgio Gaber; musica di Giorgio Gaber e Renato Angiolini) - 2:24
5. Te lo leggo negli occhi (testo di Sergio Bardotti; musica di Sergio Endrigo) - 2:32
6. Il sogno (testo e musica di Giorgio Gaber) - 2:50
7. Ciao ciao ciao Majorca (testo di Alberto Testa; musica di Giancarlo Colonnello) - 3:03